# Четыре минуты (фильм)
«Четыре минуты» (нем. Vier Minuten) — драма Криса Крауса 2006 года. Рабочее название — нем. Nur für Mozart.

## Сюжет
Эта история о двух женщинах: 80-летней Трауде Крюгер, церковной органистке в старости и виртуозной пианистке в молодости, и 20-летней заключённой за изуверское убийство Дженни фон Лёбен. История происходит в конце XX века в женской тюрьме. Фрау Крюгер — интеллигентная, почти высокомерная женщина; Дженни — дерзкая, но талантливая бывшая юная пианистка с несчастной судьбой.
Трауде даёт уроки игры на фортепиано в женской тюрьме и даже собрала благотворительные средства на новый рояль для тюрьмы. Среди её учеников — заключённые и охранники. Однажды Дженни пришла на урок к Трауде и тут же возник конфликт — Трауде запретила ей играть нервно-обкусанными руками с болячками. Спор привлёк внимание грубого охранника-меломана Мютце, но Дженни тут же скрутила и избила его, изувечив ему лицо и нанеся другие серьёзные травмы. После этого, в момент общей тревоги в тюрьме Дженни внезапно заиграла мощную джазовую интерпретацию, и скрученная охраной и уведенная ею в карцер, оставила после себя капли крови из расплющенной руки охранника на клавишах рояля. Все же, Фрау Крюгер поняла, что пересеклась с очень талантливым музыкантом. Она пришла в карцер к отбывавшей наказание Дженни и предложила подготовить её для выступления на самом престижном конкурсе молодых пианистов в «Немецкой Опере» в Берлине. При этом она требовала беспрекословного подчинения себе, начиная с отказа играть «негритянскую» джазовую музыку и кончая съеданием бумажки, на которой в грубом стиле была написана объяснительная девушки по поводу ссоры. Дженни со скрипом согласилась («но эта музыка („негритянская“) — это я сама…»).
Дженни легко выигрывает предварительный тур конкурса. Трауде, обнаружив, что единственная одежда Дженни — тюремная роба, меняется с ней одеждой для выступления.
Благодаря приемному отцу Дженни, весть о феноменальной пианистке распространяется далеко за пределы исправительного учреждения. В тюрьму приходят репортёры и запечатлевают, как Дженни играет классическую музыку спиной к роялю, со скованными сзади наручниками руками, из-за издевательств охраны. Её начинают ревновать начальник тюрьмы («её выигрыш (будущего конкурса) даст известность только ей, но не нам») и сокамерницы. Последние, объединившись с охранником-меломаном, устраивают «показательную порку» Дженни — ночью тряпкой привязывают её кисть руки к нарам и поджигают тряпку . В результате сокамерницу увозят в тюремный госпиталь с ранением, нанесенным ей в драке проснувшейся Дженни, а сама она выступает на одном из туров конкурса с перевязанной из-за ожога рукой .
За несколько дней до финального выступления, фрау Крюгер, вопреки своим принципам, узнает подробности уголовного дела Дженни и шокированная перестает приходить на репетиции с ней. Пользуясь моментом, мстительный охранник-меломан закрывает рояль на ключ, и затевает перекрашивание его пюпитра, прекращая тем самым подготовку пианистки к конкурсу.
На протяжении фильма происходит сближение этих двух непохожих женщин, подталкиваемое их одиночеством. Трауде не очень ладит с начальством тюрьмы, а из-за того, что отдаёт все силы своей новой фаворитке, — и с другими учениками, среди которых и новоявленный враг Дженни — охранник-меломан Мютце. При этом постепенно выясняются обстоятельства жизни двух подруг. Оказывается, что Дженни села по обвинению в жестоком убийстве отца своего бойфренда. Однако приемный отец Дженни, имевший сексуальные отношения с малолетней Дженни, с которым Трауде встретилась, высказал своё мнение, что Дженни взяла на себя вину своего бойфренда, который являлся отцом ребёнка Дженни. Она перенесла тяжёлые (долгие, при неуважительном отношении врачей) роды в тюремной больнице, окончившиеся смертью младенца.
Фрау Крюгер во время Второй мировой войны работала медсестрой в госпитале, организованном в церкви около тюрьмы, и была влюблена в молодую медсестру-коллегу, арестованную позже по обвинению в коммунизме и заключенную в эту же тюрьму. После прерванной из-за бомбежки казни медсестры на гильотине и последовавшего её повешения на фортепианной струне, вырванной палачами из музыкального инструмента в госпитале, Трауде теряет прежний смысл жизни в искусстве и остаётся работать в тюрьме, «рядом с телом возлюбленной».
Начальник тюрьмы настроен не пускать Дженни на финал после её инцидента с сокамерницами. Чтобы дать возможность выиграть своей ученице, Трауде организовывает Дженни побег в день финала, в чём ей помогает раскаявшийся охранник-меломан Мютце и для чего она продает свой рояль из тюрьмы. Несмотря на многочисленные конфликты между собой по дороге, педагог и ученица все-таки прибывают в зал «Немецкой Оперы» и готовятся к выступлению.
Одновременно за беглецами снаряжается погоня. В зал врываются полицейские и тюремные охранники. Трауде убеждает директора тюрьмы дать отсрочку заключённой на время выступления:

— Сколько минут?
— Четыре (показывает пальцами).

Дженни начинает сложнейшее произведение Шумана. Однако приводит в ужас свою наставницу вставкой собственных фрагментов, используя удары по крышке инструмента и играя пальцами по открытым струнам внутри рояля. Фрау Крюгер в шоке покидает зал и возвращается, только осушив несколько бокалов красного вина, приготовленных в фойе к антракту.
Четыре минуты прошли. Эмоционально и физически измождённая Дженни присаживается без сил на клавиатуру рояля. Она сказала своё новое слово в фортепианной музыке. Зал оправившись от изумления, взрывается овациями. Фильм заканчивается тем, как полицейские сковывают наручниками приседающую в книксене (персонально для своей учительницы) Дженни.

## Премьеры
Первые показы фильма состоялись на международных кинофестивалях (МКФ):
- 23 июня 2006 — Шанхайский МКФ, Китай
- 12 сентября 2006 — МКФ в Торонто, Канада
- 8 ноября 2006 — Брауншвейгский МКФ, Германия
- 3 декабря 2006 — МКФ «Таллинские чёрные ночи», Эстония

Дальнейшее участие в фестивалях:
- 11 февраля 2007 — Берлинский МКФ, Германия
- 25 февраля 2007 — Всеафриканский фестиваль кино и телевидения, Уагадугу, Буркина-Фасо
- 2 марта 2007 — «Новые немецкие фильмы», Венгрия
- 3 апреля 2007 — МКФ, Гонконг
- 9 июня 2007 — МКФ, Сиэтл, США
- 10 июля 2007 — Ереванский МКФ «Золотой абрикос», Армения
- 11 июля 2007 — Кембриджский кинофестиваль, Великобритания
- 18 июля 2007 — Новозеландский МКФ

В рамках фестиваля немецкого кино фильм был показан в марте-апреле 2008 года в кинотеатрах нескольких городов России.

## В ролях
- Моника Бляйбтрой — Трауде Крюгер (нем. Traude Krüger)
- Ханна Херцшпрунг[нем.] — Дженни фон Лёбен (нем. Jenny von Loeben)
- Ричи Мюллер[нем.] — Ковальски (нем. Kowalski)
- Свен Пиппиг[нем.] — надзиратель Мютце (нем. Mütze)
- Ясмина Табатабай — заключённая Айзе (нем. Ayse)
- Надя Уль — психолог Надин Хофман (нем. Nadine Hoffmann)
- Вадим Гловна[нем.] — отец Дженни (нем. Herr von Loeben)
- Штефан Курт[нем.] — директор тюрьмы Майербер (нем. Meyerbeer)
- Петер Дафор[нем.] — журналист Варих (нем. Wahrig)
- Эдита Маловцик[нем.] — Трауде Крюгер в молодости
- Катрин Кестлер[нем.] — Ханна, возлюбленная Трауде (нем. Hannah)
- Кристиан Кёрнер[нем.] — Оберштурмбанфюрер СС (нем. SS-Obersturmbannführer)
- Амбер Бонгард[нем.] — Клара Мютце (нем. Clara Mütze)
- Дитрих Холлиндербоймер[нем.] — отец Винченс нем. Pater Vincens)
- Дитер Моор[нем.] — ведущий на ТВ
- Мария Хартманн
- Изольда Фишер

## Музыка, звучавшая в фильме
В трейлере: Jan Tilman Schade — Handkanten Act
- Франц Шуберт, Impromptu Op. 142 No. 2 (Trio)
- Аннет Фокс интерпретация концерта ля-минор для фортепьяно Шумана Konzert in a-moll für Pianoforte mit Begleitung des Orchesters (Piano Concerto in A minor, Op.54 — Allegro affettuoso)
- Yala Аннет Фокс
- Sonate in F-Dur KV 332, 2. Satz Вольфганг Амадей Моцарт
- Right Into My World
- Christi Blut und Gerechtigkeit Evangel. Kirchengesangsbuch Nr. 273
- Impromptus Nr. 2 As-Dur D 935 Франц Шуберт,
- Falter auf dem Klavier
- Handkanten Act
- Jesus bleibt meine Freude
- Yala Lala Ya Asfura
- Handschellenrock
- Fenstersprung
- Klaviersonate in A-Dur, KV 331 Вольфганг Амадей Моцарт
- Traudes Heimkehr
- Chosn Kale Mazel Tov
- Jennys Geheimnis
- Das ist meins Аннет Фокс
- Samt el Sout
- Jennys Abschlusskonzert

## Места съёмок
- Тюрьма находится в Луккау (Бранденбург).
- Людвигсхафен-на-Рейне (Рейнланд-Пфальц).
- Мангейм (Баден-Вюртемберг)
- Ольденбург (Нижняя Саксония)

## Факты
- Лицо Моники Бляйбтрой было спрятано за каучуковой маской и толстыми очками, чтобы состарить её для роли[2].
- Крис Краус выбрал композитора Аннет Фокс и её интерпретацию концерта ля-минор для фортепьяно Роберта Шумана (Konzert in a-moll für Pianoforte mit Begleitung des Orchesters) для ключевой сцены ещё в первые две недели работы над сценарием[3].
- Здание, показанное в фильме как «Немецкая Опера» в Берлине на самом деле является государственным оперным театром Штутгарта (внешний вид) и государственным театром Ольденбурга (внутри).
- Намёком на место съёмок является баден-вюртембергский значок полицейских.
- Забавно, что в момент решающего концерта Фрау Крюгер обещает начальнику тюрьмы, что Дженни будет играть только четыре минуты, и она так и делает, исполняя уже свою импровизацию, хотя ожидавшийся и заявленный в программе Концерт Роберта Шумана для фортепиано с оркестром ля-минор занимает не менее 15 минут. Также в анонсах и описаниях фильма на немецком языке было написано, что Аннетт Фокс использовала музыку Франца Шуберта как основу своей интерпретации, хотя в фильме видно и слышно на немецком языке, что объявляют Концерт Шумана и Фрау Крюгер наслаждается первыми тактами отрепетированного и прекрасно знакомого ей произведения до начала импровизаций Дженни. Музыка же Шуберта, Бетховена и Моцарта звучит в других местах фильма[4].
- Смертная казнь на гильотине применялась в Германии с 1934 года до 1966 года. Причём восточные власти вытащили аппарат для неё из озера, где его утопили гитлеровцы в конце войны и восстановили для применения.[5] Участники покушения на Гитлера в 1944 году были повешены на струнах, а не верёвках, чтобы усилить мучения жертв.

## Награды
Фильм имеет 46 международных и национальных призов.
- 2007 — «Лола» в номинации «Лучший фильм года».[6]
- 2007, Bavarian Film Award:
  - Лучшая актриса (Darstellerpreis) — Моника Бляйбтрой
  - Лучший сценарий (Drehbuchpreis) — Крис Краус
  - Лучшая молодая актриса (Darstellernachwuchspreis) — Ханна Херцшпрунг
- 2006, Biberach Film Festival:
  - Приз зрительских симпатий
  - Гран-при
- 2007, German Camera Award:
  - Игровое кино (Kinospielfilm) — Юта Шмидт
- 2007, German Film Awards:
  - Лучшая актриса главной роли (Beste darstellerische Leistung — Weibliche Hauptrolle) — Моника Бляйбтрой
  - Выдающийся фильм (Programmfüllende Spielfilme) — Майк и Александр Кордес
- 2006, Hof International Film Festival:
  - Production Design Award — Силке Бур
- 2007, New Faces Awards, Germany:
  - «Новые лица» — Ханна Херцшпрунг
- 2006, Shanghai International Film Festival:
  - «Золотой кубок». Лучший фильм — Кордесы
- 2007, Sofia International Film Festival:
  - Лучший режиссёр и приз FIPRESCI — Крис Краус
- 2007, Undine Awards, Austria:
  - Лучшая молодая актриса (Beste jugendliche Hauptdarstellerin in einem Kinospielfilm) — Ханна Херцшпрунг

### Номинации
- 2006 — 14-й Международный кинофестиваль операторского искусства «Camerimage», Лодзь, Польша:
  - «Золотая лягушка» за лучшую операторскую работу — Джудит Кауфман